# 萊布雷內

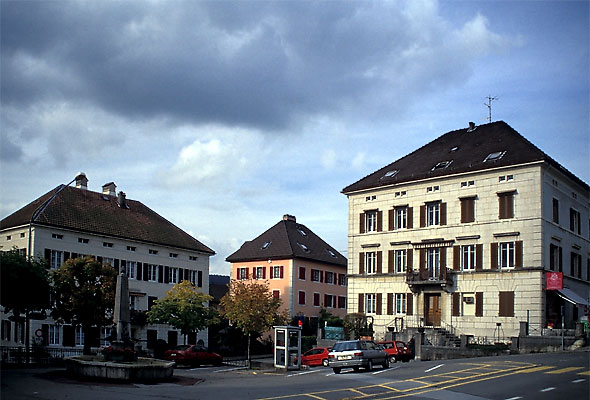

萊布雷內（法語：Les Brenets）是瑞士的城鎮，位於該國西部，由納沙泰爾州負責管轄，面積11.53平方公里，海拔高度849米，2011年人口1,106，四成人口信奉基督教，人口密度每平方公里96人。